# Eupithecia lanceolaria
Eupithecia lanceolaria är en fjärilsart som beskrevs av Wood 1854. Eupithecia lanceolaria ingår i släktet Eupithecia och familjen mätare. Inga underarter finns listade i Catalogue of Life.